# Begonia rumpiensis
Espèce
Begonia rumpiensis est une espèce de plantes de la famille des Begoniaceae.
L'espèce fait partie de la section Rostrobegonia.
Elle a été décrite en 1978 par Frances Kristina Kupicha (1947-2013).

## Répartition géographique
Cette espèce est originaire du pays suivant : Malawi.